# 張築生
張築生（1940年11月4日—2002年2月6日），數學家。

## 生平
1940年11月4日生于中国贵州省贵阳市，籍贯河南巩县。1959年考入四川大学数学系，1964年毕业，留校任教。1978年考入北京大學数学系攻读硕士，师从廖山涛。1981年硕士畢業，继续攻读博士，1983年获博士学位，是北京大学自己培养的第一位博士。其碩士論文解決了史提芬·斯梅爾的一个猜想。1986年访问普林斯顿大学归国，受任编写教材《数学分析新讲》。1990年查出患鼻咽癌，此后化疗治疗12年。1995年始连续五次任國際數學奧林匹克中國代表隊的主教練，多次率队夺得团体总分冠军。2002年2月6日去世。

## 著作
- 《微分拓撲新講》（前身为《微分拓扑讲义》）
- 《數學分析新講》
- 《微分動力系統原理》

## 外部連結
- 王恳：怀念张筑生（一） （页面存档备份，存于）
- 張築生1982年就在碩士畢業論文把Smale四大猜想幹掉了一個 （页面存档备份，存于）